# Heinrich Vieter
Gerhard Heinrich Vieter (ur. 13 lutego 1853 w Cappenbergu, zm. 7 listopada 1914 w Jaunde, w Kamerunie) – Sługa Boży Kościoła katolickiego, niemiecki pallotyn, biskup, pierwszy wikariusz apostolski w Kamerunie.
W 2005 w Kamerunie rozpoczął się jego proces beatyfikacyjny.

## Życie
Heinrich Vieter urodził się 13 lutego 1853 r. Pochodził z ubogiej rodziny, mieszkającej na południu Münsterlandu (region w północnej części dzisiejszej Nadrenii Północnej-Westfalii). W 1883 wstąpił do nowo założonego stowarzyszenia misyjnego pallotynów w Masio. Następnie w latach 1884 – 1887 studiował teologie katolicką na Papieskim Uniwersytecie Gregoriańskim. 8 maja 1887 otrzymał święcenia kapłańskie w Rzymie. Po ukończeniu studiów powierzono mu zwierzchnictwo nad podlegającym zakonowi seminarium w Masio.
Na przełomie lat 1889 i 1890 Heinrich Vieter odbył swoją pierwszą podróż misyjną - został wysłany do Brazylii by tam wspierać włoskich emigrantów w zadomowieniu się w nowej ojczyźnie. 20 lipca 1890 r. otwarto w Kamerunie, będącym wtedy kolonią niemiecką, nową prefekturę apostolską, a Vietera ogłoszono pierwszym prefektem apostolskim Kamerunu. Jeszcze w październiku tego samego roku Vierer, wraz z kilkoma innymi pallotyńskimi misjonarzami dotarł do Duali.
Po udanej, czternastoletniej pracy misyjnej podniesiono status prefektury apostolskiej Kamerunu do statusu wikariatu apostolskiego, a Vietera mianowano 22 grudnia 1904 pierwszym wikariuszem apostolskim Kamerunu oraz biskupem tytularnym Paraetonium.
22 stycznia 1905 otrzymał święcenia biskupie w kościele katedralnym w Limburg an der Lahn.
W listopadzie i grudniu 1909 gościł na Warmii, wygłaszając m.in. kazanie w kościele w Braniewie i dwóch kościołach Olsztyna – św. Jakuba (obecnej konkatedrze) i Najświętszego Serca Jezusowego. Jego wizycie towarzyszyła akcja zbierania funduszy na misje pallotyńskie oraz domy w Wadowicach i Kochawinie; ogłoszenia w tej sprawie publikował w „Gazecie Olsztyńskiej” ks. Alojzy Majewski, a sama „Gazeta” zamieszczała na swoich łamach nazwiska ofiarodawców.
Pod koniec swojego życia Vieter był mocno wyczerpany psychicznie oraz osłabiony wielokrotnymi chorobami tropikalnymi. Zmarł 7 listopada 1914 w swoim pałacu biskupim w Jaunde. Tam też został pochowany.
W związku ze stuleciem założenia wikariatu apostolskiego w Kamerunie oraz święceń biskupich Vietera rozpoczęto w 2005 proces beatyfikacji Vietera.